# Towanda (Pennsylvania)
Towanda település az Amerikai Egyesült Államok Pennsylvania államában, Bradford megyében, melynek megyeszékhelye is. Lakosainak száma 2798 fő (2020. április 1.).

## Népesség
A település népességének változása:

| 2010 | 2 919 |
| 2020 | 2 798 |